# سعد بن عبد الله الدوسري
سعد بن عبد الله الدوسري يعتبر من الأدباء الذين برزوا في المملكة العربية السعودية، كاتب وروائي ولد عام 1959م، كتب زاويته الصحفية الشهيرة (باتجاه الأبيض) في صحيفة الرياض، ثم في صحيفة الجزيرة، وصدرت له العديد من المؤلفات أبرزها رواية (الرياض - نوفمبر 90)، وهو حاصل على جائزة وزارة الثقافة والإعلام عام 2012م.

## النشأة والتعليم
- ولد في مدينة الرس بمنطقة القصيم
- درس الأدب الإنجليزي كلية الآداب بجامعة الملك سعود بقسم اللغة الإنجليزية حتى سنة 1401هـ/1981م
- حصل على شهادات متقدمة من جامعة بيتسبرج عام 1990م ومن جامعة أوكلاهما عام 2007م.
- والدته: موضي المنصور. زوجته: نوال البيبي. أبناؤه: هلا 1983م، هتان 1986م، هياف 1990م، هزار 1995م، هاجس 2002م.

## العمل
- عمل مشرفاً عاماً على الشؤون الإعلامية والتثقيف الصحي بمستشفى الملك فيصل التخصصي بالرياض حتى عام 2010م إلى جانب الكتابة المنتظمة بجريدة الرياض.[5]
- قاص، وكاتب، ومسرحي، وسيناريست.

## البدايات الصحفية
بدأ الدوسري النشر في الصحافة السعودية من عام 1977م، فنشر مقالاته في أكثر من صحيفة من بينها "المدينة" و"الجزيرة" و"الحياة"، كما نشر في مجلة "الوسط"، لكن شهرته جاءت من كتابة زاية "باتجاه الأبيض التي كتبها في صحيفة الرياض لمدة خمسة عشر عاماً، ثم انتقلت الزاوية إلى صحيفة الجزيرة التي ما زال يكتب فيها إلى اليوم.
ويذكر أن أول جائزة فاز بها كانت عام 1981م في مجال كتابة القصة القصيرة على مستوى جامعة الملك سعود (جامعة الرياض سابقاً).

## أسلوبه
يعتبر سعد الدوسري من الكتاب الذين تمحورت قصصهم حول القرية ومشاكلها؛ ففي انطفاءات الولد العاصي ترتبط المدينة عند القاص بالتحولات الاقتصادية والاجتماعية في البلاد، المواكبة للتطور الشامل في نواحي الحياة السعودية، ففي القصتين من مجموعته الاختناق والفضاء حيث ذكر في قصة الاختناق أن الصبي عبود يعمل وهو لايتجاوز من العمر الثالثة عشر في منزل أحد الأثرياء في مكة سنوات ما قبل الطفرة الاقتصادية في بداية النمو العمراني في البلاد، ولكن الصبي ينزعج من بعض الأعمال التي تُسند إليه من قبل زوجة السيد فضلان، فيقرر ترك العمل رغم الحاجة، وتنتهي القصة بالصبي وهو يتذكر تحذير والده له:«إما أن تعمل صبياً عند السيد فضلان، وفي هذا راحة وسعة في الأجر أو تصبح عاملاً تكسر حصى جبل الهدا في مشروع بلادن وفي هذا شقاء وضيق في الأجر ولاثالث أبداً لهذين الخيارين يا عبود»، وفي قصة الفضاء يرصد سعد التحولات التي طرأت على مدن المملكة ضمن خطط التنمية الاقتصادية، ويقول سعد في بداية القصة:«عنيزة مدينة خارجة عن حصارات الصحراء، لابسة شغباً يرتد إلى جوع وجدب كان.. سائدة ظهرها، تنتظر حكايات شعبية مملوءة بالنخيل وبالسفر.. مستندة توزع ابتسامتها لكل الخارجين من بيوتهم في هذا الصباح»، ولقد دفعهُ التوجه العام للكتابة في مجال القصة كغيره من أدباء جيله، ثم الانصراف إلى أدب الأطفال بشقيه: القصصي، والمسرحي، ليوجه طاقته الكتابية كلها في مرحلة ثالثة إلى الكتابة المقالية في صحيفة الرياض، ثم في صحيفة الجزيرة ليتواصل مع أوسع الفئات من القراء، وفي اثناء حرب الخليج الثانية كتب سعد الدوسري في الرياض نوفمبر 1990م، وتأخر نشرها إلى عام 2011م، وهي رواية توثيقية مهمة تصور أجواء القلق والتوتر ومشاعر بعض الفئات الجديدة في مجتمع مديني مرفه، لكنه مهدد بالمخاوف من الداخل والخارج على حدٍ سواء، وقد حصلت الرواية على جائزة وزارة الثقافة والإعلام للكتاب - فرع اللغة العربية سنة 1433هـ، وتسلم الجائزة في حفل افتتاحمعرض الرياض الدولي للكتاب.

## إصداراته
- صدرت مجموعته القصصية الأولى «انطفاءات الولد العاصي» عام 1987م عن دار المريخ، الرياض، وأعادت دار مدارك نشرها عام 2015م.[2]
- ثم صدرت مجموعة «بلاط السيدة الأخيرة» عام 1989م دار الشروق الأردن، 1407هـ/1987م.[8]
- صدر له ضمن أدب الأطفال من القصص مجموعة «ملك السوس» عام 1994م، الرياض، مطبوعات مستشفى الملك فيصل
- صدر له مجموعة «الحورية والكرسي» عام 1995م، الرياض، مطبوعات مستشفى الملك فيصل التخصصي
- صدر له مسرحية «أهل الأرض» عام 1996م.[9]
- (الرياض - نوفمبر 90) رواية. صدر عن المركز الثقافي العربي عام 2011م. وهي أشهر أعماله، ونشرها بصورة غير رسمية عام 1992م، وقد حصلت بعد نشرها على جائزة وزارة الثقافة والإعلام.[3]
- (مواطئ الوقت) رواية. صدر عن المركز الثقافي العربي عام 2015م.[4]
- (مجرى الشتات ومرساه) صدر عن دار مسارات عام 2016م.[10]
- (رفيف الظل) صدر عن دار مدارك [بالاشتراك مع آخرين] عام 2017م.[11]
- (مصابيح العزلة) قصص قصيرة. صدرت عن دار أثر عام 2018م.[12]
- (خرائط تبحث عن اتجاهات) قصص قصيرة. صدر عن دار أثر عام 2018م.[13] والكتاب عبارة عن مبادرة قام بها الدوسري لنشر أفضل 100 قصة قصيرة يكتبها شباب وشابات من مبدعي المملكة العربية السعودية.[14]
- (في أسبوع ما كان اليوم) قصص قصيرة. صدرت عن دار أروى عام 2019م.[15]

## الجوائز
حاصل على جائزة القصة القصيرة، جامعة الرياض عام 1980م.
حاصل على جائزة وزارة الثقافة والإعلام عام 2012م.

## انظر ايضاً
- عبدالله الغذامي
- حامد حسين دمنهوري

## وصلات خارجية
- فعاليات طيلة العام.